# Râul Zârna Mică
Râul Zârna Mică este un curs de apă, afluent al râului Zârna Mare.

## Hărți
- Harta Munții Vrancea  Arhivat în 9 iunie 2008, la Wayback Machine.